# Leoben
Leoben é uma cidade do estado de Estíria, na Áustria central, localizado as margens do rio Mur. Com aproximadamente 25 mil habitantes, Leoben é centro regional industrial e abriga a Universidade de Leoben. A cidade é famosa por causa do Tratado de Leoben, o qual finalizou a Primeira Coligação em 1797.
O mais famoso "filho" de Leoben é campeão de Luta-livre mundial, Chris "the Bambikiller" Raaber.

## Política

### Partidos na Câmara Municipal
- SPÖ 20
- ÖVP 5
- KPÖ 3
- FPÖ 2
- Die Grünen 1

### Burgomestre
O burgomestre da cidade se chama Matthias Konrad (SPÖ).